# Een ontgoocheling
Een ontgoocheling is een korte roman van de Vlaamse schrijver Willem Elsschot. Het was zijn tweede werk na zijn debuutroman Villa des Roses. 'Een ontgoocheling' werd voltooid in 1913 en vanaf 12 februari 1916 in een versie 'met veel streektaal' voorgepubliceerd in acht afleveringen van het weekblad Het Toneel. Het werd in Nederland uitgegeven in 1921. Het boek trok aanvankelijk weinig aandacht, maar vond waardering in de jaren 30. Elsschot zelf beschouwde het als een van zijn favoriete verhalen.
Het tragikomische verhaal vertoont alle trekken van Elsschots latere werk: de beschrijving van soms alledaagse gebeurtenissen in het leven van eenvoudige mensen, beschreven in een uiterst weloverwogen en spaarzame stijl en doortrokken van wrange humor.
De titel verwijst in feite naar twee ontgoochelingen in het leven van vader De Keizer, twee gefrustreerde ambities: hij raakt teleurgesteld door de mislukte carrière van zijn zoon Kareltje en door zijn eigen afgang als voorzitter van de voor hem zo belangrijke kaartclub.

## Samenvatting
De Keizer is getrouwd en heeft twee kinderen, een jongen en een meisje. Hij is sigarenfabrikant, maar niet een erg succesvolle. Hij slijt zijn producten vooral bij familieleden, vrienden en kennissen en bij de leden van zijn kaartclub. Zij kopen zijn sigaren overigens meer uit een vorm van beleefdheid, want ze worden alom beschouwd als producten met een matige kwaliteit. De Keizer is voorzitter van de kaartclub 'De Lustige Whistspelers', een vereniging die zijn lust en zijn leven is en waar hij enig prestige aan meent te ontlenen. Ook heeft hij hoge verwachtingen van zijn zoon Kareltje, die hij graag zou zien studeren voor dokter, advocaat of notaris. Hij schrijft hem daarom in bij een gymnasium, waar Kareltje slecht blijkt te functioneren en eigenlijk helemaal niets opsteekt. Sterker nog: na drie jaar blijkt hij nog steeds in de eerste klas te zitten. Kareltje, die nogal een groot hoofd heeft, waar hij vaak mee gepest wordt, gaat van school en doet een tijdlang helemaal niets. Zijn moeder weet hem daarin waar nodig te verdedigen door haar man een eerdere kleine misstap met de slager Van Tichelen (met wie hij eens een lichtzinnig café had bezocht) voor de voeten te werpen. Uiteindelijk krijgt de jongen op voorspraak van De Keizers broer een baantje als loopjongen bij een scheepvaartbedrijf, waar hij al na een dag de zaak weet te verknallen als hij een stapel belangrijke cognossementen kwijtraakt. Vervolgens wordt hij in de leer gedaan bij een drukkerij, waar hij weliswaar weer ongenadig wordt gepest, maar het toch iets langer uithoudt.
Intussen voltrekt zich een ander noodlot. De Keizers rivaal bij de Lustige Whistspelers, de kolenhandelaar Dubois, weet op de kaartclub op slinkse wijze het voorzitterschap te verwerven en allerlei wijzigingen door te voeren, tot zijn grote frustratie. De man weet De Keizer niettemin zo onder druk te zetten dat die ondanks zijn haat tegen hem toch kolen bij de man moet bestellen. Dat is de genadeklap: De Keizer ontwikkelt een leverkwaal waaraan hij na korte tijd overlijdt. De leden van de kaartclub verzorgen een grootse begrafenis met optochten, bloemen en linten, en zien in de gebeurtenis tevens een goede aanleiding een nieuwe wedstrijd uit te schrijven als revanche voor het laatste onder het voorzitterschap van De Keizer verloren toernooi. De rest van het gezin van De Keizer blijft in desolate staat achter. Kareltje woont de begrafenis bij en keert bij zijn moeder terug met het verslag. "Mijnheer Dubois heeft het mooist gesproken, moeder," rapporteerde hij, voor hij de keuken verliet. "Is 't waar jongen?" En toen Kareltje haar aankeek, omdat zij zo raar praatte, zag hij dat zij met neergetrokken mondhoeken wenend de soep proefde.